# Express Racing (equip ciclista)
L'equip Express Racing (codi UCI: SBX), conegut anteriorment com a West Virginia o Subway-Express, va ser un equip ciclista professional estatunidenc de categoria Continental que va competir de 2003 a 2005.

## Principals victòries
- Volta a El Salvador: Cameron Hughes (2005)

### Grans Voltes
- Tour de França
  - 0 participacions

- Giro d'Itàlia
  - 0 participacions

- Volta a Espanya
  - 0 participacions

## Classificacions UCI
Fins al 1998 els equips ciclistes es trobaven classificats dins l'UCI en una única categoria. El 1999 la classificació UCI per equips es dividí entre GSI, GSII i GSIII. D'acord amb aquesta classificació els Grups Esportius I són la primera categoria dels equips ciclistes professionals. La següent classificació estableix la posició de l'equip en finalitzar la temporada.
| Temporada | Classificació per equips | Millor ciclista en la classificació individual |
| --------- | ------------------------ | ---------------------------------------------- |
| 2003      | 66è (GSIII)              | Michael Jones (1849è)                          |
| 2004      | 73è (GSIII)              | Cameron Hughes (1428è)                         |

L'equip participa en les proves dels circuits continentals i principalment en les curses del calendari de l'UCI Amèrica Tour.
UCI Amèrica Tour
| Temporada | Classificació per equips | Millor ciclista en la classificació individual |
| --------- | ------------------------ | ---------------------------------------------- |
| 2005      | 9è                       | Cameron Hughes (38è)                           |